# Tanzania na Mistrzostwach Świata w Lekkoatletyce 2015
Tanzania na Mistrzostwach Świata w Lekkoatletyce 2015 – reprezentacja Tanzanii podczas Mistrzostw Świata w Pekinie liczyła 4 zawodników, którzy nie zdobyli żadnego medalu.

## Występy reprezentantów Tanzanii
| Konkurencja               | Zawodnik             | Runda 1  | Runda 1 | Półfinał | Półfinał | Finał        | Finał   |
| Konkurencja               | Zawodnik             | Rezultat | Pozycja | Rezultat | Pozycja  | Rezultat     | Pozycja |
| ------------------------- | -------------------- | -------- | ------- | -------- | -------- | ------------ | ------- |
| Bieg na 10 000 m mężczyzn | Ismail Juma          | —        | —       | —        | —        | DNF          | DNF     |
| Maraton mężczyzn          | Ezekiel Jafary       | —        | —       | —        | —        | 2:23:43 (SB) | 27.     |
| Maraton mężczyzn          | Fabiano Joseph Naasi | —        | —       | —        | —        | 2:35:27 (SB) | 42.     |
| Maraton mężczyzn          | Alphonce Felix Simbu | —        | —       | —        | —        | 2:16:58      | 12.     |